# Doris Lessing
Doris Lessing (rojena kot Doris May Tayler), britanska pisateljica; * 22. oktober 1919, Kermānschāh, Iran, † 17. november 2013, London, Združeno kraljestvo.
Leta 2007 je prejela Nobelovo nagrado za književnost. 
Ob razglasitvi nagrade je Švedska akademija Lessingovo opisala kot »epsko avtorico, ki s skepticizmom, ognjevitostjo in vizionarsko močjo preizprašuje razdrobljeno civilizacijo«. S knjigo Zlata beležnica je postala ena od vzornic ženskega gibanja, vendar sebe ni pojmovala za feministko. 
V slovenščino so prevedeni trije njeni romani:
- prvenec Trava poje (1950),
- Zlata beležnica (1962) in
- Generalka za pekel (1971) in biografija
- Pod kožo (2013).